# Zwischenbilanz (Trifonow)
Zwischenbilanz (russisch Предварительные итоги Predwaritelnyje itogi) ist eine Erzählung des sowjetischen Schriftstellers Juri Trifonow, die 1970 im Dezemberheft der Moskauer Literaturzeitschrift Nowy Mir und 1973 auf S. 63–126 der Sammlung Langer Abschied, ebenfalls in Moskau, erschien. Der Text gehört zu Trifonows urbaner Prosa – den Moskauer Novellen.
Der von Herzschmerz geplagte 48-jährige Moskauer Lyrik-Übersetzer Gennadi Sergejewitsch, „ein Mensch ohne Hintergedanken“, schont sich nicht, wenn er dem Leser in einer verworrenen Bestandsaufnahme die Nebenumstände seiner Ehekrise nach 20-jährigem Zusammenleben mit Margarita Nikolajewna, Rita gerufen, bis ins Kleinste offenlegt.

## Überblick
Das oben aufgeführte Attribut „verworren“ weist zuallererst auf die gelegentliche Ununterscheidbarkeit der beiden Handlungsorte Moskau und Tochir.
Der Ich-Erzähler Gennadi – in permanenter Geldnot – packt resigniert den Koffer. Drei Egoisten in der Moskauer Wohnung sind einer zu viel. Rita und der 17-jährige Sohn Kirill, Kirka genannt, haben die stärkeren Nerven. Im März reist Gennadi ab an die persische Grenze zu seinem turkmenischen Kunden Mansur Geldijewitsch nach Tochir. Mansurs gewaltiges Poem „Goldglöckchen“ wird von Gennadi interlinear ins Russische übertragen und soll in Moskau sowie in Minsk erscheinen. Gennadi bekommt – in Turkmenien angelangt – von seinem Freund Mansur 25 Rubel als Notgroschen. Juri Trifonow bietet dem Leser ein Happy End. Gennadi reist bald nach Moskau zurück und versöhnt sich dort mit den Seinen. Bis es so weit ist, breitet der Ich-Erzähler – wie gesagt – während der mittelasiatischen Stippvisite seine Ehekrise aus.
Als Gennadi aus dem kaum erträglich heißen Süden wieder in Moskau eintrifft, tragen die Leute immer noch ihre Wintermäntel. Wie war das im sonnigen Turkmenien gewesen? Die 26-jährige Krankenschwester Valja, Pflegetochter eines turkmenischen Paares, hatte Gennadis Hypertonie behandelt. Die von ihrem ossetischen Ehemann geschiedene junge Frau hatte sich vor den Nachstellungen der Tochirer Junggesellen des späten Abends in Gennadis Hütte geflüchtet, darin vorsichtshalber das Licht gelöscht und sich neben ihren herzkranken Patienten gelegt. Gennadi durfte Valjas Schulter berühren. Als er den Duft der Frau gewahr wurde, war es passiert. Eine Erinnerung an Rita – zwanzig Jahre zurückliegend – hatte die Rückreise nach Moskau initiiert.

## Ehekrise
Vor zwanzig Jahren hatte Gennadi seine erste Frau und das gemeinsame Kind verlassen. Dem Sohn eines Homöopathen hatte er darauf die schöne Rita ausgespannt. Damals hatte Rita ihren Gennadi noch Genotschka gerufen. 
Das Paar bekommt zwanzig Jahre später die Eskapaden des gemeinsamen ungeratenen Sohnes Kirill trotz Bemühens nicht in den Griff. Zum Beispiel schnüffelt Gennadi im Tagebuch des Sohnes. Darin wird Gennadis Schwester Natascha Vogelscheuche geschimpft. Deswegen kommt es zur Auseinandersetzung zwischen Vater und noch minderjährigem Sohn. Auf deren Gipfel schlägt der Vater den Sohn ins Gesicht. Kirill flüchtet und bleibt über Nacht außer Haus. Die Eltern stehen in jener Nacht Ängste aus, weil ihnen die Miliz den Fund der Leiche eines 17-jährigen Jungen in Koptewo mitteilt. Kirill kehrt anderntags gesund und munter zurück. 
Die Sorgen um den Jungen sind noch nicht ausgestanden. Der faule Bengel Kirill will studieren. Auf Geheiß Ritas muss Gennadi das arrangieren. Dies ist kein simples Unterfangen. Muss doch Nachhilfeunterricht in die Wege geleitet und bezahlt werden. Zum Glück ist der Nachhilfelehrer namens Hartwig, Sohn einer Griechin und eines russifizierten Deutschen, mit dem Sekretär der Zulassungskommission an der Universität befreundet. Kirill rechnet sich die Schinderei auf dem Wege zur Erlangung der Hochschulreife als sein alleiniges Verdienst an. Dabei haben doch die Eltern wirklich alles getan. Gennadi wird auf den 37-jährigen, braungebrannten Sportler Hartwig eifersüchtig, weil der Nachhilfelehrer, der als Kandidat der Wissenschaften eine schöne Stelle am Institut innehat, sich Rita beinahe mühelos unterwerfen konnte. Es gefällt Gennadi überhaupt nicht, wie sich Hartwig in das Familienleben einmischt. So fragt der Lehrer den Hausherrn nach Strich und Faden aus, als ob er über ihn ein Dossier anlegen wollte. 
Hartwig fährt sogar ins Dorf der Haushälterin Anna Fedossejewna, Njura genannt und besorgt aus der Hütte einer Verwandten zwei Ikonen. Njura erkrankt und muss ins Krankenhaus. Der Haushalt der drei zurückbleibenden liederlichen Leute verlottert. Ein gewisser Katerinkin, Untersuchungsführer bei der örtlichen Strafverfolgungsbehörde, bittet Gennadi zu einer Aussprache. Vor dem Gespräch lässt der Vorgeladene seine Vergehen der letzten Jahre in Gedanken Revue passieren. Das geht bis zur Erinnerung an den Band einer Enzyklopädie, den Gennadi sich einmal über ein Jahr lang aus einem Erholungsheim – offenbar unbemerkt – „ausgeliehen“ hatte. Keine der Schuldvermutungen steht auf der Tagesordnung. Katerinkin will Kirill eventuell vor Gericht stellen lassen, weil der Student einem Schieber eine der Ikonen Njuras für 120 Rubel verkauft hat. Gennadi ist in „Zugzwang“; begibt sich als Bittsteller zur Universität. Der Vater bekommt sämtliche Verfehlungen des Sohnes unter die Nase gerieben. Erneut hilft Hartwig der Familie aus der Patsche. Hartwigs Freund aus der Zulassungskommission ist inzwischen ins Rektorat der Universität aufgestiegen. Kirill kommt mit einer Rüge davon. Er muss Njura die 120 Rubel ins Krankenhaus bringen.

## Rezeption
- Ralf Schröder registriert im April 1982, Gennadi falle nach seiner turkmenischen Reise, also nach dem Ausbruchsversuch aus seinen familiären Verstrickungen, alternativlos in den Moskauer Lebenskreis zurück. Seine Zwischenbilanz, die Selbstrechtfertigungsversuche und Selbstanklagen, erkenne der Ich-Erzähler als kleinkarierte, klägliche Heuchelei und Betrug.[4]

### Deutschsprachige Ausgaben
- Juri Trifonow: Zwischenbilanz. Deutsch von Corinna und Gottfried Wojtek. Verlag Volk und Welt (Reihe Spektrum Bd. 70), Berlin 1974
- Juri Trifonow: Moskauer Novellen. Zwischenbilanz. Deutsch von Corinna und Gottfried Wojtek. S. 315–385 in Juri Trifonow: Ausgewählte Werke. Band 2.  Verlag Volk und Welt, Berlin 1983 (1. Aufl., verwendete Ausgabe)

### Sekundärliteratur
- Ralf Schröder (Hrsg.): Juri Trifonow: Ausgewählte Werke. Band 4.  Verlag Volk und Welt, Berlin 1983 (1. Aufl.)